# Bergonce
Le Bergonce (ou ruisseau de Vialote à partir de sa confluence avec le ruisseau de Nauton), est un ruisseau qui traverse le département des Landes et un affluent droit de l'Estampon dans le bassin versant de l'Adour.

## Géographie
D'une longueur de 16,1 kilomètres, il prend sa source sur la commune de Losse (Landes), à l'altitude 147,5 mètres.
Il coule du nord-est vers le sud-ouest et se jette dans l'Estampon à Retjons (Landes), à l'altitude 73 mètres.

## Communes et cantons traversés
Dans le département des Landes, le Bergonce traverse quatre communes et deux cantons : dans le sens amont vers aval : Losse (source), Bourriot-Bergonce, Saint-Gor et Retjons (confluence).
Soit en termes de cantons, le Bergonce prend source dans le canton de Gabarret et conflue dans le canton de Roquefort.

## Affluents
Le Bergonce a trois affluents référencés sur les terres de Bourriot-Bergonce :
- le ruisseau de Goualoun (rd), 1,6 km ;
- le ruisseau de Comblats (rd), 3,8 km ;
- le ruisseau de Nauton (rd), 4,2 km.